# ۱۸ جمادی‌الاول
۱۸ جمادی‌الاول، هجدهمین روز از ماه جمادی‌الاول در تقویم هجری قمری است.
در تقویم هجری قمری قراردادی این روز صد و سی و ششمین روز سال است.

## درگذشتگان
- ۵۰۲ - ابن خطیب تبریزی، زبان‌شناس و شاعر عربی برجستهٔ ایرانی
- ۹۱۱- جلال‌الدین سیوطی
- ۱۴۰۶-  محمدطاهر آل شبیر خاقانی، فقیه جعفری ایرانی.